# بيتر ماريش
بيتر ماريش (بالتشيكية: Petr Mareš)‏ هو لاعب كرة قدم تشيكي في مركز الدفاع، ولد في 17 يناير 1991 في Planá (Tachov District) ‏ في جمهورية التشيك. لعب مع سلافيا براغ وفيكتوريا زيزكوف.

## وصلات خارجية
- بيتر ماريش على موقع الاتحاد التشيكي (الإنجليزية)
- بيتر ماريش على موقع قاعدة بيانات كرة القدم.إي يو (الإنجليزية)
- بيتر ماريش على موقع ناشيونال فوتبول تيمز (الإنجليزية)
- بيتر ماريش على موقع Soccerway.com (الإنجليزية)